# SCART
SCART, acrónimo do francês Syndicat des Constructeurs d'Appareils Radiorécepteurs et Téléviseurs é um padrão de origem francesa e consiste num conector de 21 pinos para conectar equipamento audio e vídeo a aparelhos de televisão. Também chamado de Péritel (especialmente em França, onde a palavra SCART normalmente não é usada) e Euroconnector. O SCART facilita a conexão de gravadores de vídeo, leitores de DVD, set-top boxes (televisão por assinatura, televisão analógica ou digital por cabo, televisão digital terrestre), computadores pessoais, sistemas de jogos e outro equipamento a aparelhos de televisão em qualidade óptima.

## Motivações e aplicações para o SCART
Antes de o SCART surgir, os aparelhos de televisão não tinham uma forma padronizada de receber sinais que não através da antena RF, e mesmo os conectores de antena eram diferentes nos vários países. Aparelhos feitos por companhias diferentes poderiam usar padrões diferentes e incompatíveis. Por exemplo um gravador de vídeo poderia conduzir o seu sinal de saída (output) através de um conector do género DIN de origem alemã ou através de um conector RCA, de fabrico americano.